# Bully (гурт)
Bully — американський гурт, а згодом сольний проект американської співачки, автора пісень і гітаристки Алісії Богнанно (Alicia Bognanno).
Спочатку проект починався як рок-гурт, створений у 2013 році в Нашвіллі, штат Теннессі.
Гурт підписав контракт із лейблом Columbia Records і випустив свій перший альбом Feels Like у 2015 році. Гурт перейшов до лейбла Sub Pop, щоб випустити альбом Losing у 2017 році.
Згодом Алісія Богнанно почала виступати сольно під псевдонімом Bully.
21 серпня 2020 року вийшов сольний альбом Bully, Sugaregg.
2 червня 2023 року вийшов сольний альбом Bully, Lucky for You.

## Історія
Гурт Bully був заснований Алісією Богнанно, яка народилася в Німеччині та провела свої підліткові роки в Розмаунт, штат Міннесота. Її середня школа пропонувала факультативні курси через центр альтернативної освіти і один із класів був за напрямком аудіо-інженерія. Богнанно відвідала курси і виявила, що має хист до роботи із звукозаписуючим обладнанням. Невдовзі вона створювала петлі та ритми для друзів, які любили хіп-хоп. 
Богнанно отримала ступінь інженера аудіозапису в університеті Middle Tennessee State University, а потім стажувався в студії Electrical Audio Steve Albini в Чикаго. У вільний час вона почала створювати демо-записи власного матеріалу у своїй квартирі. Коли її стажування закінчилося, вона оселилася в Нашвіллі та приєдналася до гурту під назвою King Arthur, займаючись інженерною роботою в Battle Tapes Recording і обробляючи живий звук у музичному центрі The Stone Fox.
Богнанно зустрічалася з барабанщиком Стюартом Коуплендом (не плутати з колишнім перкусіоністом гурту Police) і вирішила, що настав час створити власний гурт, щоб використати запас своїх демо-записів. До них приєднався басист Різ Лазарус, і таким чином сформувався гурт Bully.
Гурт Bully почав грати в середині 2013 року. У 2013 році гурт випустив мініальбом Bully.
У квітні 2014 року вони випустили свій перший сингл «Milkman» / «Faceblind».
Пізніше того ж року до гурту приєднався гітарист Клейтон Паркер.
Вони підписали контракт із лейблом Columbia Records і випустили свій дебютний альбом Feels Like у червні 2015 року. Feels Like отримав загалом позитивні відгуки критиків. Лаура Снейпс (Laura Snapes) з Pitchfork написала: «Грубий кобейнівський крик співачки, автора пісень і гітаристки Bully Алісії Богнанно — це власний реанімаційний поштовх протесту. На відміну від легкого дебютного мініальбому гурту 2014 року, більшу частину альбому „Feels Like“ вона співає так, немов хоче зруйнувати будинок своїм виттям.»
Незабаром після завершення туру на підтримку альбому Feels Like, Коупленд покинув гурт через розрив з Богнанно. Коли гурт повернувся в студію Electrical Audio Steve Albini, в Чикаго, в 2016 році, Коупленда замінив сесійний барабанщик Кейсі Вайсбух.
Другий студійний альбом гурту Bully, Losing, вийшов на лейблі Sub Pop 20 жовтня 2017 року. Альбом назвали «більш похмурим і менш солодким», ніж Feels Like.
Після випуску альбому і Лазарус, і Паркер покинули гурт, залишивши Богнанно єдиною учасницею гурту Bully.
Незабаром після цього Богнанно попросили написати кілька пісень для фільму «Her Smell», у якому Елізабет Мосс (Elisabeth Moss) зіграла вигадану рокерку Becky Something. Після низки виступів на фестивалях, фільм і мініальбом з саундтреком до фільму отримали широкий прокат у 2019 році.
Богнанно вирішила реформувати Bully як сольний проект, який іноді об'єднується з музикантами в альбомах і турах. Як сесійних та гастрольних музикантів вона запросила барабанщика Уеслі Мітчелла та басиста Зака Доуса.
1 травня 2020 року сольний проект Bully випустив кавер-версії пісні Nirvana, «About a Girl» і пісні Орвілла Пека (Orville Peck), «Turn to Hate». Про кавер-версію «About a Girl» журнал Rolling Stone написав: "Почути від гурту з Нашвілла кавер-версію на Nirvana майже надто очевидно, але, Боже мій, це ж чудово. Щодо пісні «Turn to Hate», Stereogum написали: «Пісня, яку виконує Bully в стилі ракетного гаражного року, звучить неймовірно.» Журнал Paste написав, що «виконання Bully, можливо, навіть краще, ніж оригінал».
11 червня 2020 року Bully оголосили про свій сольний альбом, Sugaregg, який був випущений лейблом Sub Pop 21 серпня 2020 року.
Богнанно віддала шану пісні гурту Chumbawamba, «Tubthumping», 1997 року, під час написання синглу «Where to Start», який був сприйнятий позитивно.
У другому синглі альбому, «Every Tradition», Богнанно звертається до очікувань суспільства щодо жінок, а також націлюється на конкретну неназвану особу.
В інтерв'ю New York Times, опублікованому 18 серпня 2020 року, Богнанно поговорила про досвід, який вона отримала записуючи свій перший сольний альбом, Sugaregg, та про свій біполярний розлад II типу.
У січні 2023 року було оголошено, що Bully виступатиме на підтримку гурту Pixies разом із гуртом Franz Ferdinand на деяких концертах у червні під час другого етапу їхнього туру по США 2023 року.
15 лютого 2023 року Bully за участю Soccer Mommy випустила свій перший за майже три роки сингл «Lose You».
21 березня 2023 року Bully випустила сингл «Days Move Slow» і анонсувала сольний альбом «Lucky for You», який вийшов 2 червня 2023 року.

## Учасники гурту
Поточні музиканти
- Алісія Богнанно (Alicia Bognanno) — вокал, гітара (2013—теперішній час), бас (2019—теперішній час)

Поточні гастрольні/сесійні музиканти
- Уеслі Мітчелл (Wesley Mitchell) — ударні (2019—теперішній час)
- Нік Берд (Nick Byrd) — бас (з 2021 року)

Колишні музиканти
- Стюарт Коупленд (Stewart Copeland) — ударні (2013—2016)
- Ріс Лазарус (Reece Lazarus) — бас (2013—2018)
- Клейтон Паркер (Clayton Parker) — гітара (2014—2018)

Колишні гастрольні/сесійні музиканти
- Кейсі Вайсбух (Casey Weissbuch) — ударні (2016—2018)
- Зак Доуз (Zach Dawes) — бас (2019—2021)

## Дискографія
Студійні альбоми
- Feels Like (2015)
- Losing (2017)
- Sugaregg (2020)
- Lucky for You (2023)

Мініальбоми
- Bully (2013)